# Kızılelma, Koyulhisar
Kızılelma là một xã thuộc huyện Koyulhisar, tỉnh Sivas, Thổ Nhĩ Kỳ. Dân số thời điểm năm 2011 là 400 người.